# 吳㻞 (景泰進士)
吳㻞（1426年—？），字德潤，直隸淮安府山陽縣人，民籍，明朝政治人物。進士出身。

## 生平
應天府鄉試第五十一名。景泰五年（1454年）甲戌科會試第二十五名，殿試登進士第三甲第七十六名。

## 家族
曾祖父吳誠。祖父吳子安。父亲吳聚。